# Prix François-Victor-Noury
Ne doit pas être confondu avec Prix Madame Victor Noury.
Le prix François-Victor-Noury, de la fondation de Mme Victor Noury, est un prix de l’Institut de France sur propositions de l’Académie française et de l'Académie des beaux-arts décerné depuis 2001.

## Lauréats de l'Académie française
- 2001 : 
  - Béatrice Commengé pour l'ensemble de ses travaux
  - Benoît Duteurtre pour l'ensemble de ses travaux
- 2002 : 
  - Olivier Frébourg pour l'ensemble de ses travaux
  - Élisabeth Lévy pour Les maîtres censeurs
- 2003 : Stéphane Giocanti pour T.S. Eliot ou le monde en poussières
- 2004 : Michel del Castillo pour l'ensemble de son œuvre
- 2005 : Jean Grosjean
- 2006 : Élisabeth Barillé pour À ses pieds
- 2007 : Adrien Goetz pour l'ensemble de son œuvre
- 2008 : Jean-Baptiste Gendarme
- 2009 : Tristan Garcia
- 2010 : Olivier Sebban pour Le jour de votre nom
- 2011 : 
  - Agnès Blanc pour La langue du roi est le français
  - Bénédicte Gady pour L’ascension de Charles Le Brun. Liens sociaux et production artistique
- 2012 : Stéphane Guégan pour Théophile Gautier
- 2013 : Donatien Grau (1987-....)
- 2014 : 
  - Jérémie Koering (1974-....) pour Le Prince en représentation. Histoire des décors du palais ducal de Mantoue au XVIe siècle
  - Emmanuel Reibel pour Comment la musique est devenue "romantique". De Rousseau à Berlioz
- 2015 : Guillaume Kientz (1980-....) pour Velásquez. L’affrontement de la peinture
- 2016 : Alexandre Gady pour Le Louvre et les Tuileries. La fabrique d'un chef-d'œuvre[3].

- 2019 : Thomas Morales  pour l'ensemble de son oeuvre

## Lauréats de l'Académie des beaux-arts
- 2005 : Nicole Garcia, pour l’ensemble de son œuvre de réalisatrice[4].
- 2007 : Florent-Emilio Siri pour L'Ennemi intime[5].
- 2009 : Rémi Bezançon[6].
- 2010 : Mathieu Amalric[7].
- 2016 : Sacha Wolff pour Mercenaire[8].
- 2017 : Hubert Charuel[9]
- 2019 : Yoni Nahum (1990-....)[10]
- 2020 : Carlos Abascal Peiró (1991-....)[11]
- 2021 : Maxime Priou (1994-....)[12]
- 2022 : Luàna Bajrami[13]
- 2023 : Mélanie Auffret[14]
- 2024 : Léa Todorov (1982-....)[15]